# Бетани (аэропорт)
Аэропорт Бетани (ИКАО: FYBC) — аэропорт, обслуживающий город Бетани, Намибия. Взлетно-посадочная полоса находится в 5 километрах (3,1 мили) к юго-востоку от города, параллельно дороге C14.